# Vindrac-Alayrac
 Vindrac-Alayrac  es una población y comuna francesa, ubicada en la región de Mediodía-Pirineos, departamento de Tarn, en el distrito de Albi y cantón de Cordes-sur-Ciel.

## Demografía
| 190 | 193 | 190 | 169 | 161 | 171 |
| Para los censos de 1962 a 1999 la población legal corresponde a la población sin duplicidades (Fuente: INSEE [Consultar]) |     |     |     |     |     |